# Lisa Negri
Lisa Negri, nome artístico de Elisa Biondi (São Paulo, 11 de julho de 1941 — São Paulo, 19 de dezembro de 2014) foi uma atriz brasileira. Antes da carreira como atriz, teve um período curto como modelo.

## Carreira
Nasceu na Mooca, bairro da capital paulista, descendente de italianos, sempre foi muito ligada aos seus, seu sobrenome artistico vem de sua mãe de Paschoa Negri Biondi, atuou como empresária na "Companhia Teatral Lisa Negri" (1977-1980). Viveu em Miami/FL - EUA (1986-1992).Namorou com o ator José Parisi (1964); com o banqueiro Fernando Vieira Iangue (1964-1965); e com o ator Sérgio Cardoso (1966-1967). Foi casada com o ator Paulo Oliveira (1979-1989); e com um cubano (1990-1992). Iniciou como manequim, pois apresentar beleza física e elegância, desfilando para Dener Pamplona de Abreu, considerado o mago da tesoura nos anos 50/60.Em 1962 chegou à televisão e Cassiano Gabus Mendes agradou-se de seu perfil, avaliando que tinha boa voz, boa figura e fotografava lindamente, mais tarde estrelou O Segredo de Laura, Somos Todos Irmãos, Presídio de Mulheres, essa de Mário Lago. Uma novela muito bonita, que passou no Brasil inteiro, mas depois de uma semana no ar, no Rio de Janeiro, a Polícia Federal a censurou e cortou, pois Mário Lago era comunista.Participou de outras novelas, mas depois foi para o Rio de Janeiro, e, por fim, para os Estados Unidos, onde morou por dez anos, mais tarde retornou ao Brasil e faz parte da diretoria da Associação dos Pioneiros da Televisão Brasileira – PRÓ-TV.

### Na televisão
| Ano        | Título                                   | Personagem    |
| ---------- | ---------------------------------------- | ------------- |
| 1999-2000? | Ô... Coitado!                            | Participações |
| 1995       | As Pupilas do Senhor Reitor              |               |
| 1983       | A Justiça de Deus                        |               |
| 1973       | Os Ossos do Barão                        | Magali        |
| 1968       | Amor sem Deus                            | Magda         |
| 1967       | Presídio de Mulheres                     | Silvana       |
| 1967       | A Ponte de Waterloo                      | Rosinha       |
| 1966       | O Anjo e o Vagabundo                     | Maíra         |
| 1966       | A Inimiga                                | Silvana       |
| 1966       | Somos Todos Irmãos                       | Antonieta     |
| 1966       | O Amor Tem Cara de Mulher                |               |
| 1965       | Um Rosto Perdido                         |               |
| 1965       | A Outra                                  | Madalena      |
| 1965       | Teresa                                   | Aurora        |
| 1964       | O Sorriso de Helena                      | Júlia         |
| 1964       | Quem Casa com Maria?                     | Maria José    |
| 1964       | O Segredo de Laura                       | Elizabeth     |
| 1963       | Moulin Rouge, a Vida de Toulouse-Lautrec |               |

### No cinema
| Ano  | Título                        | Personagem                         |
| ---- | ----------------------------- | ---------------------------------- |
| 2016 | Diário de Um Exorcista - Zero | Júlia Vidal (lançado postumamente) |
| 1979 | Os Três Boiadeiros            |                                    |
| 1977 | Pintando o Sexo               | Norma                              |
| 1977 | Dezenove Mulheres e Um Homem  | Caseira                            |
| 1974 | A Virgem e o Machão           | Tetê                               |
| 1967 | Vidas Nuas                    | Lena                               |
| 1965 | Quatro Brasileiros em Paris   |                                    |
| 1964 | Noite Vazia                   | Amante de Nelson                   |

## Prêmios e indicações
| Ano  | Prêmio          | Categoria    | Nomeação           | Resultado | Ref. |
| ---- | --------------- | ------------ | ------------------ | --------- | ---- |
| 1967 | Troféu Imprensa | Melhor atriz | Somos Todos Irmãos | Indicada  |      |